# Villa Ingavi
Villa Ingavi ist eine Ortschaft im Departamento Tarija im äußersten Süden des südamerikanischen Andenstaates Bolivien.

## Lage im Nahraum
Villa Ingavi ist ein kleinerer Ort im Kanton Caiza „J“ im Municipio Yacuiba in der Provinz Gran Chaco. Villa Ingavi liegt auf einer Höhe von 565 m an der Mündung des Río Tatarenda in den Río Caiza, der über die Quebrada Yuquirenda und die Quebrada Sanja Honda zum Río Pilcomayo hin fließt. Eine Brücke über den Río Caiza einen Kilometer westlich von Villa Ingavi erschließt seit einigen Jahren die Siedlungsgebiete zwischen der Serranía Aguaragüe und den Feuchtgebieten des Río Pilcomayo.

## Geographie
Villa Ingavi liegt am Südostrand der bolivianischen Anden-Kette im Tiefland des subtropischen Gran Chaco, der sich über Nordwest-Paraguay, Nordost-Argentinien und Südost-Bolivien erstreckt.
Das Klima ist subtropisch mit heißem feuchten Sommer und mäßig warmem und trockenen Winter. Die Jahresdurchschnittstemperatur liegt bei knapp 22 °C, die durchschnittlichen Monatswerte schwanken zwischen 15 °C im Juni/Juli und 26 °C im Januar (siehe Klimadiagramm Yacuiba). Der Jahresniederschlag beträgt knapp 1100 mm, bei einer viermonatigen Trockenzeit von Juni bis September mit Monatsniederschlägen unter 15 mm und einer Feuchtezeit von Dezember bis März mit 160 bis 200 mm Monatsniederschlag.

## Verkehrsnetz
Villa Ingavi liegt in einer Entfernung von 318 Straßenkilometern südöstlich von Tarija, der Hauptstadt des Departamentos.
Von Tarija aus führt die Nationalstraße Ruta 11 in östlicher Richtung über die Städte Entre Ríos und Palos Blancos 250 Kilometer bis Villamontes. Dort trifft sie auf die nord-südlich verlaufende Ruta 9, die nach Süden über Sachapera nach Villa El Carmen und weiter über Palmar Chico und Yacuiba zur argentinischen Grenze führt.
In Villa El Carmen zweigt eine unbefestigte Landstraße in östlicher Richtung von der Ruta 9 ab und führt über Caiza „J“ nach Villa Ingavi und von dort weiter über Bagual nach Crevaux am Río Pilcomayo.

## Bevölkerung
Die Einwohnerzahl der Ortschaft ist im vergangenen Jahrzehnt fast konstant geblieben:
| Jahr | Einwohner         | Quelle       |
| ---- | ----------------- | ------------ |
| 1992 | keine Detaildaten | Volkszählung |
| 2001 | 188               | Volkszählung |
| 2012 | 175               | Volkszählung |
| 2024 |                   | Volkszählung |